# ژان تاریس
ژان تاریس (فرانسوی: Jean Taris‎؛ ۶ ژوئیه ۱۹۰۹ – ۱۰ ژانویه ۱۹۷۷) شناگر اهل فرانسه بود.
وی در مسابقات کشوری و بین‌المللی در مجموع برندهٔ ۲ مدال طلا، ۲ مدال نقره شده‌است.